# Персикини, Венчеслао
Венчеслао Персикини (итал. Venceslao Persichini; 1827, Рим — 19 сентября 1897, там же) — итальянский композитор и музыкальный педагог.
Автор опер «Шестидесятилетний любовник» (итал. L'amante sessagenario; 1853), «Маргарита Пустерла» (1857, по Чезаре Канту), «Последний из инков» (итал. L'ultimo degli Incas; 1866), «Кола ди Риенци» (1874), шедших на сценах Рима, Вены, Сиены и др.
Известность, однако, принесла Персикини его деятельность в качестве вокального педагога, преподавателя римской Академии Санта-Чечилия. Его воспитанниками были Титта Руффо, Маттиа Баттистини, Франческо Маркони, Джузеппе де Лука, Антонио Маджини-Колетти и другие выдающиеся мастера итальянской оперной сцены. По словам Де Луки, считавшего себя последним из 74 учеников Персикини, его наставник обладал безошибочным слухом и добивался от учеников безупречной точности тона.